# Perissus apicicornis
Perissus apicicornis är en skalbaggsart som beskrevs av Maurice Pic 1954. Perissus apicicornis ingår i släktet Perissus och familjen långhorningar.
Artens utbredningsområde är Filippinerna. Inga underarter finns listade i Catalogue of Life.